# سام نوری
سام نوری (زادهٔ ۲۱ شهریور ۱۳۵۳) بازیگر ایرانی است. از کارهای معروف او می‌توان به بازی در سریال مرد دوهزارچهره، فوق لیسانسه‌ها، قهوه تلخ، دیواربه‌دیوار و شهرزاد اشاره کرد. او فرزند حسین نوری و خواهرزادهٔ فردین است.

## زندگی‌نامه
سام نوری در ۲۱ شهریور ۱۳۵۳ در تهران به دنیا آمد. پدرش حسین نوری قهرمان پیشین تیم ملی کشتی ایران و مادرش جمیله فردین بازیگر است. دایی بزرگ او فردین بازیگر و کارگردان است. او در دوران کودکی به موسیقی و نواختن پیانو و زبان‌های انگلیسی و فرانسه علاقه نشان داد. او در ۱۲ سالگی برای زبان‌آموزی و سپس گذراندن مقاطع تحصیلی بالاتر به پاریس رفت. او در طول ۲۰ سال، زبان‌های انگلیسی، فرانسه، آلمانی و ایتالیایی تسلط پیدا کرد و از دانشگاه‌های آلمان و فرانسه در رشته‌های مدیریت بین‌الملل با تمرکز بر اصول مذاکره، بازاریابی و مدیریت ای‌تی فارغ‌التحصیل شد. او در ۱۳۸۷ برای ایفای نقش در مجموعهٔ تلویزیونی مرد دوهزارچهره مهران مدیری انتخاب شد.
سام نوری دربارهٔ نحوه ورود خود به عرصه بازیگری می‌گوید: «من و علیرضا عصار از دوستان قدیمی هستیم و از طریق وی با آقای مدیری آشنا شدم تا اینکه به پیشنهاد ایشان در «مرد دو هزار چهره» برای نخستین بار جلوی دوربین رفتم. البته من حدود ۲۱ سال در ایران نبودم و در بازگشت به کشور، این آشنایی صورت گرفت. هر چند مادرم خانم فاطمه نوری هم در زمینه بازیگری فعالیت دارند و در کل از کودکی در خانواده ای هنرمند پرورش یافته‌ام. مرحوم دایی ام زمانی که بازی می‌کردند من کودک بودم و از تماشای کارهای او لذت می‌بردم. گرچه به دلیل سن کم، خاطره چندانی از آن مرحوم ندارم».

## فیلم‌شناسی

### سینما
| سال  | نام فیلم           | کارگردان         |
| ---- | ------------------ | ---------------- |
| ۱۴۰۲ | تگزاس ۳            | سید مسعود اطیابی |
| ۱۴۰۲ | هتل                | سید مسعود اطیابی |
| ۱۴۰۱ | سلوک               | عباس رافعی       |
| ۱۴۰۰ | شکستن              | محمدرضا بردبار   |
| ۱۳۹۹ | خائن کشی           | مسعود کیمیایی    |
| ۱۳۹۹ | لاک‌پشت و حلزون     | رضا حماسی        |
| ۱۳۹۹ | غیبت موجه          | عباس رافعی       |
| ۱۳۹۹ | عروس خیابان فرشته  | مهدی خسروی       |
| ۱۳۹۸ | قاتل و وحشی        | حمید نعمت‌الله    |
| ۱۳۹۷ | ما همه با هم هستیم | کمال تبریزی      |
| ۱۳۹۵ | قرارمون پارک شهر   | فلورا سام        |
| ۱۳۹۵ | لابی               | محمد پرویزی      |
| ۱۳۹۵ | پدیده              | علی احمدزاده     |
| ۱۳۹۳ | نهنگ عنبر ۱        | سامان مقدم       |

### تلویزیون
| سال  | نام سریال        | کارگردان      |
| ---- | ---------------- | ------------- |
| ۱۴۰۰ | گاندو ۲          | جواد افشار    |
| ۱۳۹۹ | چوب خط           | حمید بهرامیان |
| ۱۳۹۹ | فوق لیسانسه‌ها    | سروش صحت      |
| ۱۳۹۸ | لیسانسه‌ها        | سروش صحت      |
| ۱۳۹۷ | دیوار به دیوار۲  | سامان مقدم    |
| ۱۳۹۶ | دیوار به دیوار ۱ | سامان مقدم    |
| ۱۳۹۴ | در حاشیه ۱       | مهران مدیری   |
| ۱۳۸۸ | مرد دوهزار چهره  | مهران مدیری   |

### نمایش خانگی
| سال  | نام سریال  | کارگردان         | نقش              |
| ---- | ---------- | ---------------- | ---------------- |
| ۱۴۰۲ | افعی تهران | سامان مقدم       | دکتر کلینیک خواب |
| ۱۴۰۲ | اکازیون    | سید مسعود اطیابی | دکتر مرادی       |
| ۱۴۰۱ | ضد         | سعید ابوطالب     | سر تیم           |
| ۱۴۰۱ | رهایم کن   | شهرام شاه حسینی  | دانیال           |
| ۱۴۰۱ | خون‌سرد     | امیرحسین ترابی   | استاد            |
| ۱۴۰۱ | آنتن       | ابراهیم عامریان  | سرگرد            |
| ۱۴۰۰ | نارگیل     | ابراهیم عامریان  | وزیر اعظم        |
| ۱۳۹۷ | شهرزاد 2   | حسن فتحی         | وکیل صدق نوری    |
| ۱۳۹۶ | شهرزاد     | حسن فتحی         | وکیل صدق نوری    |
| ۱۳۹۴ | عطسه       | مهران مدیری      | گوناگون          |
| ۱۳۹۲ | شوخی کردم  | مهران مدیری      | گوناگون          |
| ۱۳۸۹ | قهوه تلخ   | مهران مدیری      | فرنچ السلطنه     |